# Дубки (Молодечненський район)
Дубки (біл. вёска Дубкі) — село в складі Молодечненського району Мінської області, Білорусь. Село підпорядковане Границькій сільській раді, розташоване в західній частині області.